# Brachtenbach
Brachtenbach (lb. Bruechtebaach) – wieś (Uertschaft) w północnym Luksemburgu, w kantonie Clervaux, w gminie Wincrange. Do 3 października 2015 miejscowość leżała w dystrykcie Diekirch, a do 31 grudnia 1977 należała do gminy Oberwampach.